# Stephen Schlaks
Stephen Schlaks (New York, 13 maggio 1948) è un pianista, compositore e produttore discografico statunitense.

## Biografia
Nato da genitori appassionati di musica, Stephen Schlaks muove i primi passi nel mondo delle note a soli sette anni. Spinto dalla madre, nota pianista, Schlaks inizia a familiarizzare con questo strumento. Successivamente, studia alla Long Island University di New York sotto la direzione di John Wolpe, con il quale compone le prime canzoni.
La prima canzone che ha avuto successo commerciale è stata Speedway del 1968, scritta a quattro mani con Mel Glazer e portata al successo da Elvis Presley, il quale la utilizza anche come sottofondo per un suo film e la inserisce nell'omonimo album.
Già affermato come artista negli Stati Uniti, Stephen Schlaks gira l'Europa in cerca di contratti che gli permettono di raggiungere notorietà anche oltre i patri confini. Approda in Italia nei primi anni '70 e firma un contratto con la neonata casa discografica Baby Records di Milano, che vede Schlaks come un nuovo Burt Bacharach, sebbene gli stili dei due compositori siano nettamente differenti.
Nasce, nello stesso periodo, il sodalizio artistico col maestro Vince Tempera, il quale diviene l'arrangiatore e direttore d'orchestra della maggior parte degli album di Stephen Schlaks, basati principalmente sulla musica strumentale.
Tra il 1975 ed il 1978 escono ben quattro album, tutti con il nome storpiato in Steven Schlaks, nell'ordine: ...sì ci sono anch'io, anticipato dal celeberrimo singolo Blue Dolphin (1975), Dream with Stephen Schlaks (1976), Composition (1977), 3rd Melody (1978).
Il successo delle musiche di Stephen Schlaks è tale che le stesse sono utilizzate come sottofondo in vari programmi radiofonici, televisivi (la sigla di testa e di coda di "Speciale Tg1" in onda nel 1980), specie durante gli oroscopi, e negli spot pubblicitari. Lo stesso Stephen Schlaks viene ben presto definito come il re del feeling. 
Gli anni successivi, dal 1979 al 1982, sono quelli di maggior successo. Ne sono la riprova gli LP Sensitive and Delicate (1979) e Pleasure (1980), entrambi presenti nelle prime dieci posizioni in classifica per varie settimane. Assistiamo, a partire da Sensitive and Delicate, alla correzione del nome di battesimo da Steven a Stephen. Ed è anche il periodo d'oro di un altro pianista, il francese Richard Clayderman, anche se tra questi e Schlaks non esiste rivalità in quanto Clayderman in genere non compone ma esegue pezzi non suoi.
Benché gli album successivi (New Temptations (1982), Europe (1984), Portable Ecstasies (1985), Shining Star (1986), Searching for Happiness (1987) e Childhood Memories (1989), tutti editi dalla Fonit Cetra, non fossero riusciti a bissare i successi degli Lp precedenti, diversi furono i brani che ebbero un certo riscontro. I still love you, splendido brano di carattere malinconico, fu utilizzato come sigla della trasmissione Tg l'una in onda ogni domenica su rai uno alle ore 13.00 per l'anno 1985-1986 e lo stesso accadde per la stagione successiva, 1986-1987, con If I were you contenuto nell'album Shining Star. L'autore in entrambi i casi si avvalse della collaborazione del maestro Vince Tempera, che ne curò gli arrangiamenti.

## Curiosità
- Il singolo Blue Dolphin è da anni colonna sonora dell'"Incendio del Castello Aragonese", gioco di fuochi d'artificio che ha luogo nell'ambito del Palio di Sant'Anna, manifestazione che si svolge ogni anno il 26 luglio ad Ischia, cui lo stesso Schlaks ha partecipato attivamente alla 91ª edizione, presentando la sua canzone dal vivo.
- Per la telenovela italo-argentina I due volti dell'amore (Amor Sagrado), interpretata da Grecia Colmenares, Schlaks ha composto Il brano musicale che accompagna la sigla iniziale.

## Discografia

### Singoli (Italia)
- 1975 - Blue dolphin/Antonia (Baby Records, BR 009) (come Steven Schlaks)
- 1975 - Kitty/Barbara (Baby Records, BR 0010) (come Steven Schlaks)
- 1976 - Fantasy girl/Fantasy girl (Disco Version) (Baby Records, BR 0019) (come Steven Schlaks)
- 1976 - Casablanca (A ballet)/ Life (Scenes of love) (Baby Records, BR 0024) (come Steven Schlaks)
- 1977 - Composition in Venice/I cannot get away from loving you (Baby Records, BR 055) (come Steven Schlaks)

### Album studio
- 1975 - ...sì ci sono anch'io anche noto come Blue Dolphin (Baby Records, BR LP 009) (come Steven Schlaks)
- 1976 - Dream with Stephen Schlaks (Baby Records, LP. X 012) (come Steven Schlaks)
- 1977 - Composition (Baby Records, LPX 20) (come Steven Schlaks)
- 1978 - 3rd Melody (Baby Records, LPX 27) (come Steven Schlaks)
- 1979 - Sensitive and Delicate (Baby Records, BR 56000)
- 1980 - Pleasure (Baby Records, BR 56013)
- 1982 - New Temptations (Baby Records, BR 56038)
- 1984 - Europe (Ariston, ARLP/12414)
- 1985 - Portable Ecstasies (Ariston, ARLP 12425)
- 1986 - Shining Star (Ariston, ARLP 12430)
- 1987 - Searching for Happiness (Fonit Cetra, LPX 188)
- 1989 - Childhood Memories (Nuova Fonit Cetra, TLPX 230)
- 1993 - The Kite Flyer (EMI, 724382835028)
- 1995 - In Love (EMI, 8 32501 2)

### Raccolte
- 1986 - Oroscopo 1986 - Ariete (Baby Records, BR 56084)
- 1986 - Oroscopo 1986 - Toro (Baby Records, BR 56085)
- 1986 - Oroscopo 1986 - Gemelli (Baby Records, BR 56086)
- 1986 - Oroscopo 1986 - Cancro (Baby Records, BR 56087)
- 1986 - Oroscopo 1986 - Leone (Baby Records, BR 56088)
- 1986 - Oroscopo 1986 - Vergine (Baby Records, BR 56089)
- 1986 - Oroscopo 1986 - Bilancia (Baby Records, BR 56090)
- 1986 - Oroscopo 1986 - Scorpione (Baby Records, BR 56091)
- 1986 - Oroscopo 1986 - Sagittario (Baby Records, BR 56092)
- 1986 - Oroscopo 1986 - Capricorno (Baby Records, BR 56093)
- 1986 - Oroscopo 1986 - Acquario (Baby Records, BR 56094)
- 1986 - Oroscopo 1986 - Pesci (Baby Records, BR 56095)
- 1992 - The Best of Stephen Schlaks (Baby Records, 590 153-2)
- 1993 - Forever (Baby Records, 590 156-2)
- 1995 - In love (EMI, 8 32501 2)
- 1996 - I grandi successi (RTI Music, RTI0220 2)
- 1997 - The Best of the Best (RTI Music, SP 60702)
- 2005 - Great Romance (Setteottavi, SOZLD 011-005)